# Goufes
Goufes (in greco Γούφες?; in turco Çamlıca, precedentemente Kufez) è un villaggio di Cipro. Il villaggio si trova de facto nel distretto di Gazimağusa della Repubblica Turca di Cipro del Nord, mentre de iure appartiene al distretto di Famagosta della Repubblica di Cipro.
Nel 2011 Goufes aveva 100 abitanti.

## Geografia fisica
Il villaggio di Goufes si trova 6 km a nord-ovest di Lefkoniko e a trenta chilometri a nord-ovest della città di Famagosta, alle pendici meridionali della catena montuosa del Pentadaktylos.

## Origini del nome
L'origine del nome è oscura, i turco-ciprioti hanno adottato nel 1958 un nome turco alternativo, Çamlıca, che significa "luogo dei pini".

## Società

### Evoluzione demografica
Goufes è sempre stato un villaggio misto, a maggioranza turco-cipriota fino al 1974. Nel corso del XX secolo, la percentuale di popolazione turco-cipriota ha oscillato tra il 71% e l'85%. Nel 1960 i turco-ciprioti costituivano quasi il 74% della popolazione.
A causa di alcuni disordini e tensioni causati dalla lotta intercomunitaria del 1963-4, molti dei greco-ciprioti del villaggio fuggirono. Il villaggio passò sotto il controllo dell'"Amministrazione provvisoria" turco-cipriota tra il 1964 e il 1974, facendo parte della suddivisione di Chatos. Goufes ospitò temporaneamente anche alcuni sfollati turco-ciprioti fuggiti dai villaggi vicini nel 1964. Il geografo Richard Patrick ha registrato sei sfollati turco-ciprioti che vivevano ancora nel villaggio nel 1971. Secondo lo stesso autore, nel 1971 erano rimasti solo sedici greco-ciprioti, che hanno dovuto abbandonare il villaggio (due di loro sono stati uccisi) nell'agosto del 1974, per sfuggire all'avanzata dell'esercito turco nella parte meridionale dell'isola. Attualmente, come il resto dei greco-ciprioti sfollati, i greco-ciprioti di Goufes sono sparsi in tutto il sud dell'isola. La popolazione sfollata di Goufes potrebbe essere stimata in circa 100 persone, dato che la popolazione greco-cipriota era di 87 persone nel 1960.
Attualmente il villaggio è occupato principalmente dai suoi abitanti originari turco-ciprioti. Secondo il censimento turco-cipriota del 2006, la popolazione del villaggio era di 95 persone. A causa della migrazione dei giovani per trovare lavoro in città e all'estero, la popolazione del villaggio è diminuita notevolmente, passando da 178 abitanti nel 1978 a 95 nel 2006.